# 圣路易县 (法国)
圣路易县（法語：canton de Saint-Louis）是法国上莱茵省的一个县（省级选区），中央投票站位于圣路易。该县涵盖21个市镇。